# 立命館慶祥中学校・高等学校
立命館慶祥中学校・高等学校（りつめいかんけいしょうちゅうがっこう・こうとうがっこう、英語表記: Ritsumeikan Keisho Junior and Senior High School）は、北海道江別市西野幌に所在し、中高一貫教育を提供する私立中学校・高等学校。

## 概要
立命館慶祥中・高の前身校は、足羽慶保が細川護立侯爵別邸（札幌市中央区南8条西1丁目）を仮学舎として1935年に開校した札幌高等経理学校である。1948年の学制改革によって札幌経済高等学校となって1990年代まで続いたが、1995年、それまでの設置者であった学校法人慶祥学園と学校法人立命館が合併したことで、立命館のグループ校に改まった。2000年には立命館慶祥中学校が開校し、中高一貫教育が始まった。なお 1997年3月まで札幌市中央区南14条西14丁目にあった校舎跡地には、現在マンションが建っている。
全国私立寮制学校協議会加盟・参加校。
地元では一般的に「立命館」・「Rits（リッツ）」と呼ばれている。

## 沿革[1]
- 1935年 - 足羽慶保、札幌高等計理学校を設立。
- 1948年 - 札幌高等計理学校、学制改革により新制の札幌経済高等学校となる。
- 1951年 - 私立学校法制定により設置者が学校法人札幌経済高等学校に改まる。
- 1990年 - 学校法人名を慶祥学園と改名する。
- 1995年 - 学校法人立命館と学校法人慶祥学園との法人合併により、札幌経済高等学校は立命館に移管される。立命館大学慶祥高等学校に改称。
- 1997年 - 現校地に移転。
- 2000年 - 立命館慶祥中学校が開校したのに合わせ、高校も立命館慶祥高等学校に改称する。
- 2012年 - 文部科学省よりスーパーサイエンスハイスクールに指定される[2]。
- 2015年 - 文部科学省より「スーパーグローバルハイスクール（SGH）」の指定を受ける。日本初，ハーバード許可「立命館慶祥ハーバード大学研修プログラム」を実施。

## 進学状況
立命館大学・立命館アジア太平洋大学へ学内進学することが可能で半数の生徒が2校に進学している。

## 系列校
- 大学
  - 立命館大学
  - 立命館アジア太平洋大学
- 中学校・高等学校
  - 立命館中学校・高等学校
  - 立命館宇治中学校・高等学校
  - 立命館守山中学校・高等学校
- 小学校
  - 立命館小学校

## 著名な出身者

### アナウンサー
- 兼子真衣 - 札幌テレビ
- 佐々木美波 - 札幌テレビ
- 高橋茉奈 - フリー、元静岡エフエム放送
- 南波糸江 - フリー
- 古谷有美 - TBS
- 前田春香 - 毎日放送
- 八木菜摘 - 元札幌テレビ・記者
- 世永聖奈 - 北海道放送

### その他
- 足立友里恵 - 元アイスホッケー選手、ソチ五輪日本代表
- 江川清音 - 天気キャスター
- カロリン・エックハルト - 漫画家、留学生として在籍
- 樫野和音 - タレント
- 勝田梨乃 - 元スーパーガールズ
- 紀野紗良 - タレント
- 小池祐貴 - 陸上競技選手
- KOTORI - お笑い芸人（シンレンサイ）
- サンタモニカ - お笑いコンビ
- 椙田圭輔 - アメリカンフットボール選手
- 中田雅史 - シンガーソングライター
- 二本柳粧子 - アイスホッケー選手、平昌五輪日本代表
- 本多友紀 - 作曲家
- ゆッちゃんｗ - お笑い芸人（十九人）
- 横山直弘 - ミュージシャン（感覚ピエロ）

## その他
- 北海道内ではアメリカンフットボール部が存在する数少ない高校のひとつでもある。
- 近隣の道路状況の悪さにより、登下校はバス（及び保護者の自家用車による送迎）以外原則禁止である。スクールバスが大谷地駅（大谷地バスターミナル）および江別市内の大麻駅南口から出ている。新札幌駅（新札幌バスターミナル）からの一般路線バス（ジェイ・アール北海道バスの新15系統）は2019年度よりスクールバスとなっている。
- 2009年度より、時間割が変更される。公立学校の完全5日制に対し、6日制になって土曜日が休みではなくなった。